# Kamen Rider Agito
Kamen Rider Agito (仮面ライダーアギト Kamen Raidā Agito?), stilizzato "Kamen Rider AgitΩ", è l'undicesima serie televisiva del franchise tokusatsu di Kamen Rider. La serie rappresenta il 30º anniversario del franchise. La serie è stata prodotta in collaborazione dalla Ishimori Productions e Toei e venne trasmessa su TV Asahi dal 28 gennaio 2001 al 27 gennaio 2002. La serie fa anche da seguito indiretto di Kamen Rider Kūga.

## Storia
Un ragazzo chiamato Shouichi Tsugami ha perso la memoria. Non ha idea sulla sua identità, da dove viene e come ha fatto a ritrovarsi nella sua situazione. Tsugami, per ragioni sconosciute, si trasforma nel potente guerriero Kamen Rider Agito quando sente la presenza di mostruose creature chiamate in codice Unknown dalla polizia. Gli Unknown compiono degli omicidi intorno al Giappone, prendendo di mira particolari individui. Per far fronte alla minaccia, la polizia manda la sua arma più avanzata, l'armatura di Kamen Rider G3, originariamente sviluppata per combattere i Grongi di Kamen Rider Kuuga.
G3 e Agito non sono sicuri se allearsi nel combattere gli Unknown o essere nemici, tenendo separati i misteri che li coinvolgono.
Si aggiungono altri misteri quando compare Kamen Rider Gills, che cerca di scoprire perché suo padre si è suicidato.
Questi enigmi si intrecciano tra di loro, quando la vera natura di Agito determinerà il destino dell'umanità.

## I Lord
I Lord (ロード Rōdo?) sono gli antagonisti della serie. Vengono chiamati Unknown (アンノウン An'nōn) dalla polizia per distinguerli dai Grongi durante gli eventi di Kamen Rider Kuuga. I Lord sono stati creati da una entità divina chiamata Overlord e sono divisi in varie specie di animali. Hanno un corpo umanoide e la testa di animale. Tutti i Lord hanno delle protuberanze a forma di ali sulla schiena che simboleggia le loro origini celestiali, e possono materializzare un'aureola da cui estrarre le loro armi distintive per combattere contro Agito. Quando un Lord sta per morire, l'aureola ricompare poco prima che esploda.
A seconda del tipo di animale che rappresentano, i Lord hanno diversi sistemi per uccidere le loro vittime. Prima di compiere un'uccisione, i Lord fanno un gesto simbolico con le mani per chiedere il permesso di compiere un peccato e uccidere le loro vittime designate. Per i Lord, uccidere un essere umano ordinario è un tabù punibile con la morte, ma in alcuni casi questa regola viene ignorata.

## Film e special
- Special: A New Transformation (新たなる変身 Aratanaru Henshin?)
- Kamen Rider Agito The Movie: Project G4 (劇場版 仮面ライダーアギト PROJECT G4 Gekijōban Kamen Raidā Agito Purojekuto Jī Fō?)
- Kamen Rider Agito: Three Great Riders (仮面ライダーアギト 3大ライダー Kamen Raidā Agito San Dai Raidā?)

## Cast
- Shouichi Tsugami (津上 翔一?, Tsugami Shōichi): Toshiki Kashu (賀集 利樹?, Kashū Toshiki)
- Makoto Hikawa (氷川 誠?, Hikawa Makoto): Jun Kaname (要 潤?, Kaname Jun)
- Ryō Ashihara (葦原 涼?, Ashihara Ryō): Yūsuke Tomoi (友井 雄亮?, Tomoi Yūsuke)
- Mana Kazaya (風谷 真魚?, Kazaya Mana): Rina Akiyama (秋山 莉奈?, Akiyama Rina)
- Sumiko Ozawa (小沢 澄子?, Ozawa Sumiko): Touko Fujita (藤田 瞳子?, Fujita Tōko)
- Tōru Hōjō (北條 透?, Hōjō Tōru): Jun Yamasaki (山崎 潤?, Yamasaki Jun)
- Kaoru Kino (木野 薫?, Kino Kaoru): Takanori Kikuchi (菊池 隆則?, Kikuchi Takanori)
- Tetsuya Sawaki (沢木 哲也?, Sawaki Tetsuya): Atsushi Ogawa (小川 敦史?, Ogawa Atsushi)
- Overlord (オーヴァーロード?, Ōvārōdo): Rei Haneo (羽緒 レイ?, Haneo Rei)
- Kōji Kōno (河野 浩司?, Kōno Kōji): Kazumasa Taguchi (田口 主将?, Taguchi Kazumasa)
- Takahiro Omuro (尾室 隆弘?, Omuro Takahiro): Akiyoshi Shibata (柴田 明良?, Shibata Akiyoshi)
- Taichi Misugi (美杉 太一?, Misugi Taichi): Tokimasa Tanabe (田辺 季正?, Tokimasa Tanabe)
- Kōji Majima (真島 浩二?, Majima Kōji): Yoshikazu Kotani (小谷 嘉一?, Kotani Yoshikazu)
- Aki Sakaki (榊 亜紀?, Sakaki Aki): Masako Sakuma (佐久間 雅子?, Sakuma Masako)
- Yoshihiko Misugi (美杉 義彦?, Misugi Yoshihiko): Takeshi Masu (升 毅?, Masu Takeshi)
- Narration: Eiichiro Suzuki (鈴木 英一郎?, Suzuki Eiichirō)

### Cast di A New Transformation
- Azuma Kunieda (国枝 東?, Kunieda Azuma): Masaki Kyomoto (京本 政樹?, Kyōmoto Masaki)
- Hiroki Kunieda (国枝 広樹?, Kunieda Hiroki): Hiroto Horibe (堀部 寛十?, Horibe Hiroto)

### Cast di Project G4
- Shiro Mizuki (水城 史朗?, Mizuki Shirō): Ryo Karato (唐渡 亮?, Karato Ryō)
- Risa Fukami (深海 理沙?, Fukami Risa): Maju Ozawa (小沢 真珠?, Ozawa Maju)
- Sayaka Kahara (加原 紗綾香?, Kahara Sayaka): Akane Kimura (木村 茜?, Kimura Akane)
- Rei Motoki (本木 レイ?, Motoki Rei): Rikiya Otaka (大高 力也?, Ōtaka Rikiya)
- Cliente del fast food (ハンバーガーショップの客?, Hanbāgā Shoppu no Kyaku): Shunsuke Nakamura (中村 俊介?, Nakamura Shunsuke)
- Padre di Sayaka (紗綾香の父?, Sayaka no Chichi): Tsuyoshi Ujiki (うじき つよし?, Ujiki Tsuyoshi)
- Madre di Sayaka (紗綾香の母?, Sayaka no Haha): Noriko Watanabe (渡辺 典子?, Watanabe Noriko)
- Soprintendente Generale dell'MPD (警視総監?, Keishi Sōkan): Hiroshi Fujioka (藤岡 弘、?, Fujioka Hiroshi, Cameo)

## Sigle

### Sigle di apertura
- "Kamen Rider AGITO" (仮面ライダーAGITO Kamen Raidā AGITO?) 
  - Testi: Shoko Fujibayashi (藤林 聖子 Fujibayashi Shōko?)
  - Composizione & Arrangemento: Kazunori Miyake (三宅 一徳 Miyake Kazunori?)
  - Chorus: Lisa Ooki (大木 理紗 Ōki Risa?)
  - Cantante: Shinichi Ishihara (石原 慎一 Ishihara Shin'ichi?)
  - Episodi: 1-35
- "Kamen Rider AGITO ~24.7 version~" (仮面ライダーAGITO ～24.7 version～ Kamen Raidā AGITO ~24.7 bājon~?) 
  - Testi: Shoko Fujibayashi
  - Composizione & Arrangemento: Kazunori Miyake
  - Remix: Kazunori Miyake, Hiroyuki Suzuki (鈴木 浩之 Suzuki Hiroyuki?), Takashi Sasaki (篠笥 孝 Sasaki Takashi?)
  - Chorus: Lisa Ooki
  - Cantante: Shinichi Ishihara
  - Episodi: 36-50, TV Special

### Sigle di chiusura
- "BELIEVE YOURSELF" 
  - Testi: Shoko Fujibayashi
  - Composizione & Arrangemento: Kazunori Miyake
  - Cantante: Naoto Fuuga (風雅 なおと Fūga Naoto?)
  - Episodi: 1-8, 10-13, 15-25, TV Special
- "DEEP BREATH" 
  - Testi: Shoko Fujibayashi
  - Composizione: Yoshio Nomura (野村 義男 Nomura Yoshio?)
  - Arrangiamento: RIDER CHIPS
  - Cantante: RIDER CHIPS featuring ROLLY
  - Episodi: 26-30, 32-39, 41, 43-50